# واکنش استیل
واکنش استیل(به انگلیسی: Stille reaction) (تلفظ صحیح انگلیسی این واکنش "استیلی" است) که با نام واکنش جفت شدن میگیتا-کسوگی-استیل(به انگلیسی: Migita-Kosugi-Stille coupling) نیز شناخته می‌شود، گونه‌ای از واکنش جفت شدن است که طی آن یک ترکیب آلی حاوی قلع با یک ترکیب آلی الکتروندوست در حضور کاتالیزور پالادیم جفت می‌شوند و تشکیل یک پیوند کربن-کربن را می‌دهد. این واکنش به افتخار شیمیدان آمریکایی، جان کنت استیل، نامگذاری شده است.